# Junji Yamamichi
Junji Yamamichi (japanisch 山道 淳司 Yamamichi Junji; * 29. Januar 1994 in Fukuoka, Präfektur Fukuoka) ist ein ehemaliger japanischer Fußballspieler.

## Karriere
Yamamichi erlernte das Fußballspielen in der Schulmannschaft der Tokai University Daigo High School und der Universitätsmannschaft der Fukuoka-Universität. Seinen ersten Vertrag unterschrieb er 2016 bei Gainare Tottori. Der Verein, der in der Präfektur Tottori beheimatet ist, spielte in der dritthöchsten Liga des Landes, der J3 League. Für den Verein absolvierte er 40 Ligaspiele. 2018 wechselte er nach Miyazaki zum Viertligisten Honda Lock SC. Nach 136 Ligaspielen beendete er nach der Saison 2023 seine Karriere als Fußballspieler.